# بين أندرسون (لاعب دوري الرغبي)
بين أندرسون (بالإنجليزية: Ben Anderson)‏ هو لاعب دوري الرغبي أسترالي، ولد في 3 فبراير 1978 في أستراليا.